# Callithrix (undersläkte)
Callithrix är ett undersläkte i släktet silkesapor bland primaterna. Det skiljs mellan 6 arter.

## Kännetecken
Arterna når en kroppslängd mellan 18 och 30 centimeter och därtill kommer en upp till 40 centimeter lång svans. Vikten ligger mellan 230 och 450 gram. Pälsens grundfärg är vanligen grå eller svart, ofta står huvudet och främre halsen i kontrast till övriga kroppen. Kännetecknande för undersläktet är vita, gula eller svarta hårtofsar på öronen. Svansen är påfallande lång och yvig, ofta har den markeringar av ljusa och mörka ringar. Arternas framtänder är ungefär lika höga som hörntänderna och används för att avlägsna trädens bark. Extremiteterna är jämförelsevis korta. Som hos alla kloapor är fingrarna och tårna (med undantag av stortån) utrustade med klor istället för naglar.

## Utbredning och habitat
Dessa primater förekommer bara i östra och sydöstra Brasilien, utbredningsområdet sträcker sig från delstaterna Maranhão och  Tocantins till  São Paulo. Dessutom infördes vissa arter i delstaten Santa Catarina samt i Argentina nära Buenos Aires. Arterna föredrar mera torra skogar och savanner men de finns även i regnskogar längs Atlanten. De har bra förmåga att anpassa sig till olika förhållanden och lever delvis på odlingsmark eller i trädgårdar.

## Levnadssätt
Liksom andra kloapor är dessa djur aktiva på dagen, på natten sover de i trädens håligheter eller gömd i den täta undervegetationen. De vistas främst i träd där de hoppar eller går på fyra extremiteter.
Individerna lever i grupper med upp till 15 medlemmar. Flocken bildas av ett dominant par som har rätten att para sig, deras ungar samt några andra vuxna djur.

## Föda
Undersläktets medlemmar har liksom andra silkesapor speciella tänder för att öppna trädens bark så att de kommer åt trädens vätskor. Dessa vätskor slickas främst vid mindre tillgång till andra födoämnen som frukter och frön. Dessutom äter individerna insekter och spindlar samt i viss mån fågelägg och mindre ryggradsdjur.

## Fortplantning
Vanligen har bara den dominanta honan rätten att fortplanta sig. Efter dräktigheten som varar i 140 till 150 dagar föds oftast tvillingar. Ungarna är påfallande stora och väger 25 % av moderns vikt. Ungarnas fader och andra gruppmedlemmar hjälper vid ungdjurens uppfostring. De bär till exempel ungarna på kroppen, lekar med de och överbringar de till honan när de ska dias. Ungarna blir efter 12 till 18 år könsmogna.

## Systematik
Undersläktet bildas av 6 arter:
- Vit silkesapa (Callithrix jacchus)
- Callithrix aurita
- Callithrix geoffroyi
- Callithrix flaviceps
- Callithrix penicillata
- Callithrix kuhlii

Tillsammans med undersläktena Mico, Cebuella och Callibella bildar de släktet silkesapor. Ibland betraktas alla undersläkten som självständiga släkten.